# Elaphoglossum marginale
Elaphoglossum marginale är en träjonväxtart som först beskrevs av Bak., och fick sitt nu gällande namn av Christ. Elaphoglossum marginale ingår i släktet Elaphoglossum och familjen Dryopteridaceae. Inga underarter finns listade.